# ジャンパー (衣服)

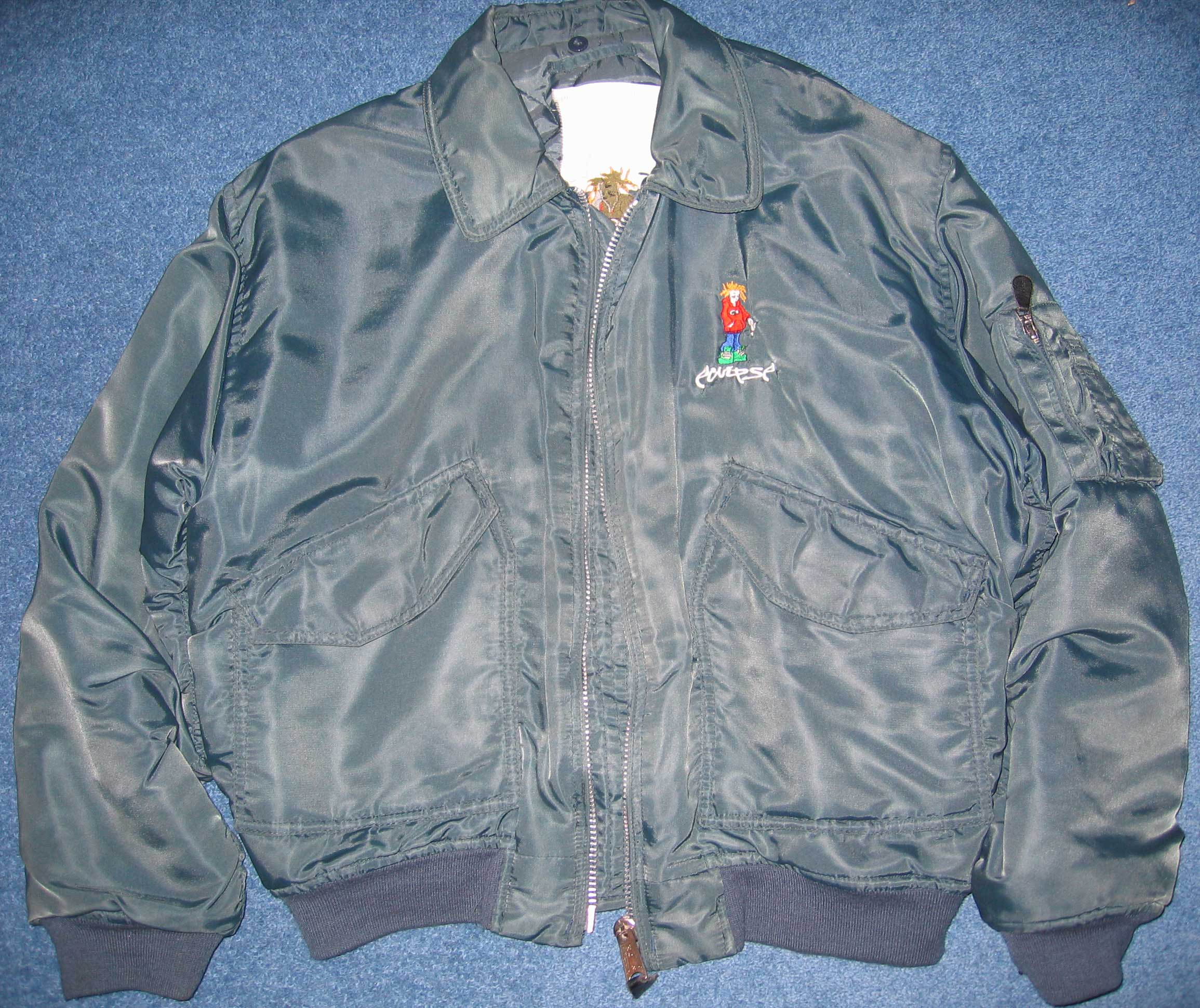
CWU-45P

ジャンパー（英: jumper）は、ゆったりとした活動的な上着全般、遊び着、仕事着、作業着、運動着、防寒着などを指して用いられる。語源はjumper(ジャンパー)だが日本語ではジャンバーともいう。

## 名称
英語ではJumperであり、日本語ではジャンパーが近い発音だが、日本では、特に京阪地区や北海道などでは戦前からジャンバーともいわれている(その他の地域に関しては不明)。これは表記ゆれといわれているもので、日本(ニッポンとニホン)、パーカーとパーカ(英語の発音ではパーカだが日本語ではパーカーが主流)、タイアとタイヤ(英語はtireでタイアが近い発音だが日本ではタイヤが一般的)、ファーストフードとファストフード(英語ではファーストフード、米語ではファストフード)、パエリアとパエジャ(日本ではパエリアが一般的だがスペインではパエリアとはいわない)、ダイアルとダイヤル、レポートとリポート、カメラとキャメラ、ディーゼルとジーゼルとヂーゼル、インクとインキ、などと同じである。
元々は作業着タイプのジャンパーの裾にたるみを入れて絞ったもの、およびジャンパーの中でもファッション性の高いものを指してブルゾン（仏: blouson）と呼んでいたが、近年では安全靴やヘルメット等を取り扱っているミドリ安全等の職人道具店でもジャンパーではなくブルゾンという言葉を使っておりジャンパーとブルゾンの実質的な違いは無くなっている。
日本語のジャンパーに相当する英語は、ジャケット（英: jacket）またはジップアップジャケット（英: zip-up jacket）、スポーツ用はウィンドブレーカー（英: windbreaker）である。
アメリカ英語でjumperはジャンパースカート、イギリス英語ではセーターとカーディガンを指す。

## 概要
元々は主に運転手、水夫などの職種の者が着用した上着丈のジャケットやシャツの呼称、またはエスキモーが着用したフード付き毛皮ジャケット、または胴体部分とスカート部分が一体化した上着であるジャンパースカートを指す単語である。
現代では丈は腰程度までの上着で前をファスナーやボタンで留めるもの、またはプルオーバータイプ、袖なしのもの、および短い袖のついた胴着をもジャンパーに含まれる。

## 歴史
17世紀頃に存在したカートルという衣服が部位ごとにジャケット、ボディス、チュニックなどといった別衣類として分かれ、そのうちジャケットを特に指してジュープと呼称していたものがジャンプに変化し、更にジャンパーの呼称に変化したと考えられている。また、別の資料によれば19世紀半ば頃の作業着から発展したとの説もある。
1920年代には婦人服の上に羽織るブラウスの形でジャンパーの呼称を持つものが流行した。

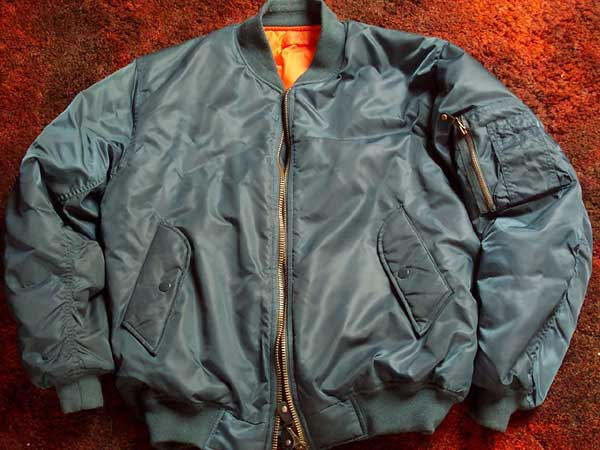
MA-1
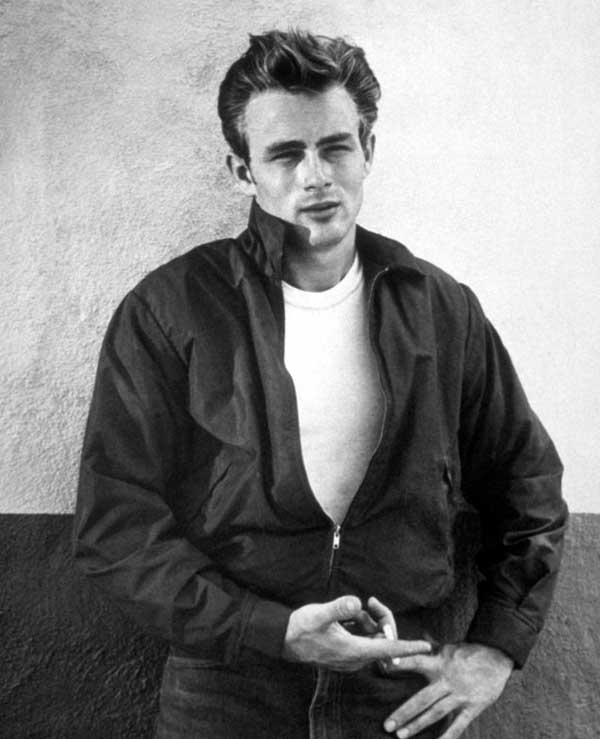
ナイロン・アンチフリーズを着用するジェームス・ディーン
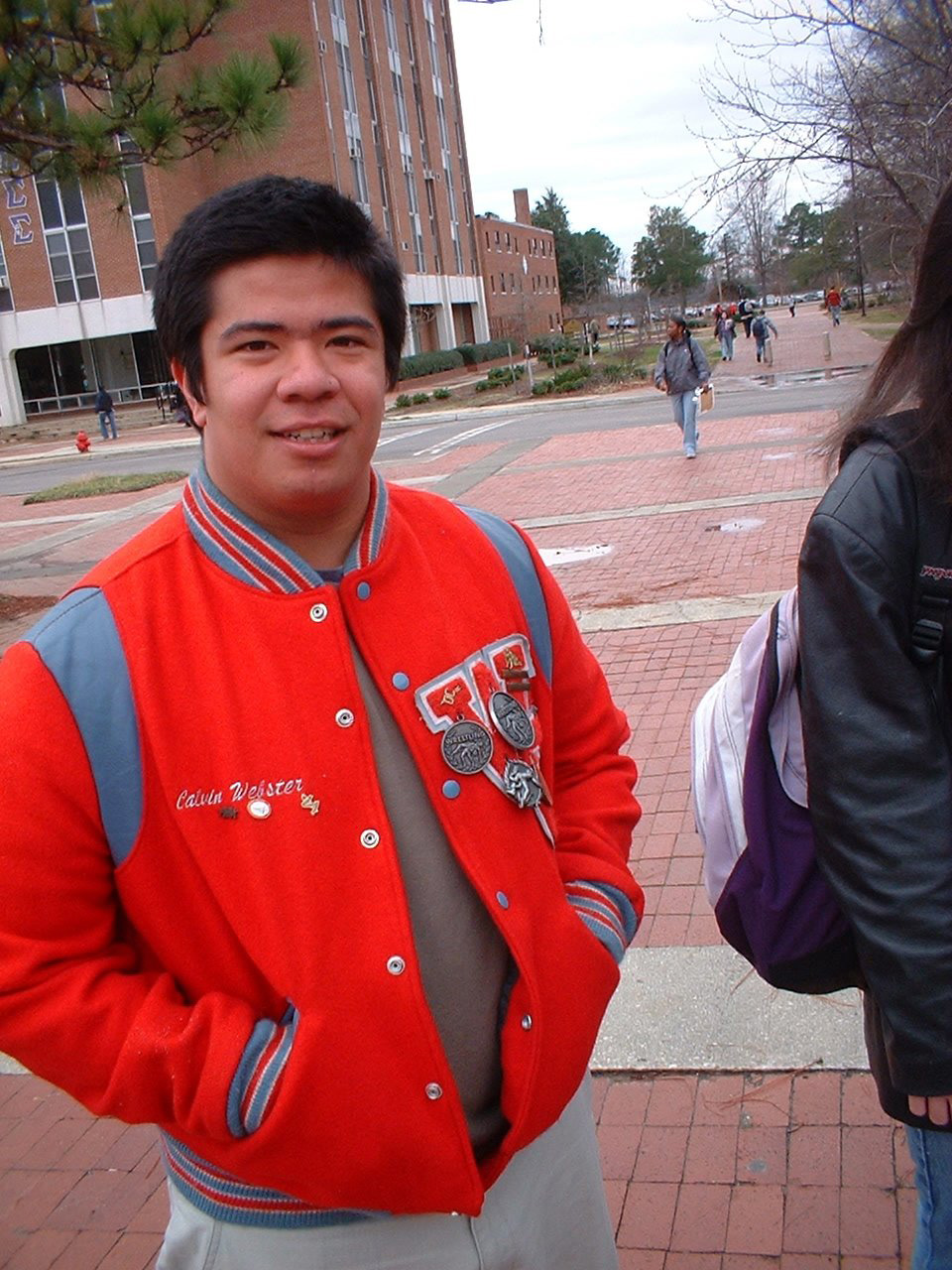
赤いスタジアムジャンパー（レターマンジャケット）を着用する男性
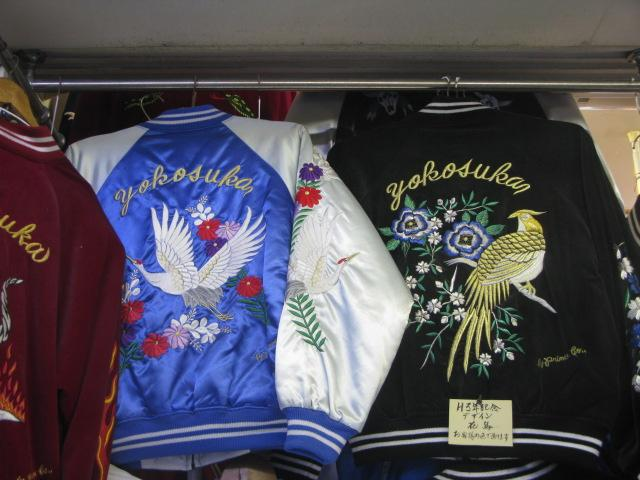
スカジャン
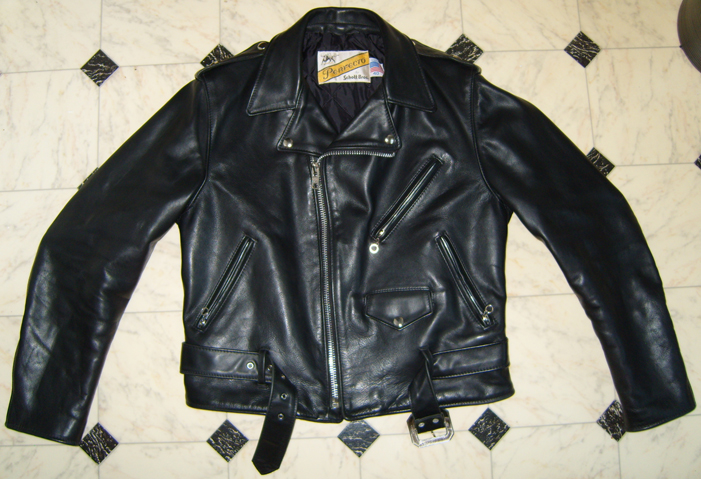
革ジャン
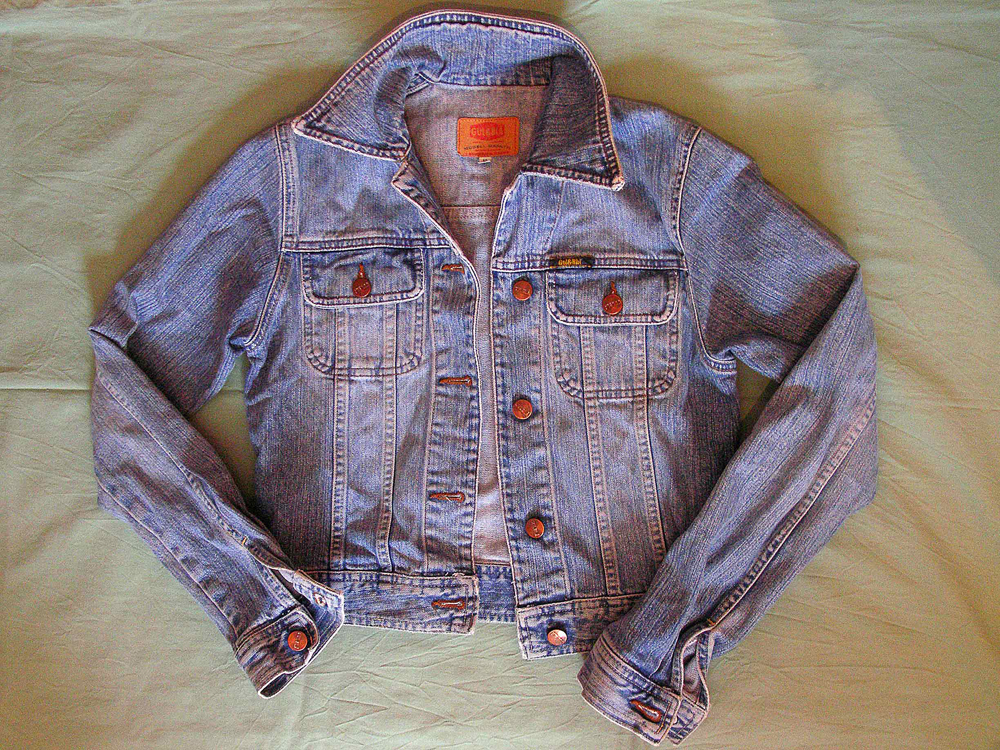
ジージャン